# Одиноков, Александр Валерьевич
Александр Валерьевич Одиноков (род. 11 июня 1993 года) — украинский пловец в ластах.

## Карьера
Пятикратный чемпион мира, пятикратный чемпион Европы, многократный чемпион Украины.
Многократный призёр чемпионатов мира, Европы и Украины.
Обладатель действующего мирового рекорда в плавании в ластах на 800 метров.
Обладатель нескольких действующих рекордов Украины (800 м, 1500 м, эстафета 4х200 м).
Живёт в Киеве. Тренируется в клубе «Дарница-303» у Н. В. Чекодановой.
Окончил в 2015 году Национальный университет физического воспитания и спорта Украины.